# 理查德·霍姆斯 (军事史家)
爱德华·理查德·霍姆斯（英語：Edward Richard Holmes，1946年3月29日—2011年4月30日，常用名理查德·霍姆斯）是一位英国軍事史家，1995年成为克蘭菲爾德大學军事与安全研究教授，因其多次在电视上露面而知名。